# Епархия Канарских островов
Епархия Канарских островов (лат. Dioecesis Canariensis) — епархия Римско-Католической церкви с центром в городе Лас-Пальмас-де-Гран-Канария, Испания. Епархия Канарских островов входит в Севильскую митрополию и распространяет свою юрисдикцию на острова Гран-Канария, Фуэртевентура и Лансароте. Кафедральным собором епархии Канарских островов является церковь святой Анны. Несмотря на своё название, епархия не распространяет свою юрисдикцию на все Канарские острова, на которых находится ещё епархия Сан-Кристобаль-де-ла-Лагуны.

## История
В 1351 году Римский папа Климент VI издал буллу «Coelestis rex regum», которой учредил епархию Острова Фортунате, выделив её из епархии Майорки. В 1369 году Римский папа Урбан V издал буллу «Intercaeteras», которой переименовал епархию Острова Фортунате в епархию Тельде и Канарских островов, которая распространяла свою юрисдикцию на остров Гран-Канария. В 1441 году епархия Острова Фортунате была упразднена.
7 июля 1404 года Римский папа Бенедикт XIII издал буллу «Romanus Pontifex», которой учредил епархию Рубикона и Канарских островов, которая распространяла свою юрисдикцию на остров Лансароте. 20 ноября 1424 года епархия Рубикона и Канарских островов передала часть своей территории для возведения епархии Фуэртевентуры, которая в 1433 году была упарзднена, а её территория возвратилась в епархию Рубикона и Канарских островов.
25 августа 1435 года Римский папа Евгений IV выпустил декрет, которым перевёл кафедру епархии Рубикона и Канарских островов в город Лас-Пальмас-де-Гран-Канария. В 1485 году епархия Рубикона и Канарских островов была переименована в Епархию Канарских островов.
В 1630 году епархия Канарских островов передала часть своей территории для образования апостольской префектуры Триполи (сегодня — Апостольский викариат Триполи).
1 февраля 1819 года и 10 августа 1838 года епархия Канарских островов передала часть своей территории для возведения новой епархии Сан-Кристобаль-де-ла-Лагуны и епархии Алжира (сегодня — Архиепархия Алжира). В настоящее время существует два епархии на Канарских островах, наименование одной из которых «Епархия Канарских островов» является спорным в настоящее время на Канарских островах.

## Ординарии епархии

### Епархия Телде и Канарских островов
- епископ Bernardo Font O.Carm.[3] (7.11.1351 — 27.06.1354) — назначен епископом Санта-Джусты;
- епископ Bartolomé O.P. (2.03.1361 — 1362);
- епископ Bonanat Tarí O.F.M. (2.07.1369 — 1392);
- епископ Jaime Olzina O.P. (31.01.1392 — 1441).

### Епархия Рубикона и Канарских островов
- епископ Alfonso Sanlúcar de Barrameda O.F.M. (7.07.1404 — 2.04.1417);
- епископ Mendo de Viedma O.F.M. (2.04.1417 — 1431);
- епископ Fernando de Talmonte O.S.H. (1.10.1431 — 1436);
- епископ Francisco de Moya O.F.M. (26.09.1436 — 1441);
- епископ Juan Cid (1449—1459);
- епископ Roberto (7.11.1459 — 1460);
- епископ Diego López de Illesca (1460—1468);
- епископ Martín de Rojas O.S.H. (17.03.1468 — 1470);
- епископ Juan de Sanlúcar O.F.M. (10.12.1470 — 1474);
- епископ Juan de Frías (1474—1485).

### Епархия Канарских островов
- епископ Miguel López de la Serna O.F.M. (29.03.1486 — 1490);
  - вакантно (1490—1496);
- епископ Diego de Muros (27.06.1496 — 4.04.1505) — назначен епископом Мондоньедо;
- епископ Pedro López Ayala (20.10.1507 — февраль 1513);
- епископ Fernando Vázquez de Arce (20.05.1513 — 1520);
- епископ Luis Cabeza de Vaca (11.03.1523 — 22.06.1530) — назначен епископом Саламанки;
- епископ Pedro Fernández Manrique (22.06.1530 — 14.12.1530) — назначен епископом Сьюдад-Родриго;
- епископ Juan de Salamanca O.P. (6.03.1531 — 1538);
- епископ Alonso Ruiz de Virués O.S.B. (12.08.1538 — 19.01.1545);
- епископ Antonio de la Cruz O.F.M. (7.12.1545 — 1550);
- епископ Francisco de la Cerda Córdoba O.P. (19.01.1551 — 14.11.1551);
- епископ Melchor Cano O.P. (12.09.1552 — 1554);
- епископ Diego Deza Tello (30.04.1554 — 26.04.1566) — назначен епископом Кории;
- епископ Bartolomé Torres (15.05.1566 — 1.02.1568);
- епископ Juan de Arzolarás O.S.H. (17.09.1568 — 7.05.1574);
- епископ Cristóbal Vela Tavera (15.12.1574 — 27.05.1580) — назначен архиепископом Бургоса;
- епископ Fernando Rueda (22.06.1580 — 17.06.1585);
- епископ Fernando Suárez Figueroa (22.06.1587 — 26.03.1597) — назначен епископом Саморы;
- епископ Francisco Martínez de Cenicero (14.04.1597 — 13.08.1607) — назначен епископом Картахены;
- епископ Francisco de Sosa O.F.M. (3.09.1607 — 1610);
- епископ Juan Nicolás Carriazo (26.04.1610 — 10.10.1611) — назначен епископом Гуадиса;
- епископ Lope Velasco Valdivieso (14.11.1611 — 29.10.1613);
- епископ Antonio Corrionero (6.10.1614 — 17.05.1621) — назначен епископом Саламанки;
- епископ Pedro Herrera Suárez O.P. (7.06.1621 — 27.06.1622) — назначен епископом Туя;
- епископ Juan Guzmán O.F.M. (11.07.1622 — 6.10.1627) — назначен епископом Таррагоны;
- епископ Cristóbal de la Cámara y Murga (15.11.1627 — 7.05.1635) — назначен епископом Саламанки;
- епископ Francisco Sánchez Villanueva y Vega (9.07.1635 — 1651);
- епископ Rodrigo Gutiérrez de Rozas (3.07.1651 — 1658);
- епископ Juan de Toledo O.S.H. (9.06.1659 — 12.01.1665) — назначен епископом Леона;
- епископ Bartolomé García Jiménez (16.03.1665 — 14.06.1690);
- епископ Bernardo de Vicuña Zuazo (12.11.1691 — 31.01.1705);
- епископ Juan Ruiz Simón (22.02.1706 — 6.06.1712);
- епископ Lucas Conejero Molina (28.05.1714 — 26.06.1724) — назначен архиепископом Бургоса;
- епископ Félix Bernuy Zapata y Mendoza (20.11.1724 — 23.05.1730);
- епископ Pedro Manuel Dávila Cárdenas (6.08.1731 — 19.12.1738) — назначен епископом Пласенсии;
- епископ Juan Francisco Guillén (30.09.1739 — 15.03.1751) — назначен архиепископом Бургоса;
- епископ Валентин Моран Менендес O. de M. (15.03.1751 — 20.05.1761);
- епископ Франсиско Хавьер Дельгадо Бенегас (25 мая 1761 — 19 декабря 1768) — назначен епископом Сигуэнсы;
- епископ Жуан Баттиста Кервера O.F.M.Disc. (12.06.1769 — 12.05.1777) — назначен епископом Кадиса;
- епископ Joaquín Herrera Bárcena O.Cist. (1.03.1779 — 1783);
- епископ Antonio Martínez de la Plaza (14.02.1785 — 29.11.1790) — назначен епископом Кадиса;
- епископ Antonio Tavira Almazán O.S. (11.04.1791 — 27.06.1796) — назначен епископом Осмы;
- епископ Manuel Verdugo Albiturría (27.06.1796 — 7.07.1818);
- епископ Manuel Bernardo Morete Bodelón (27.09.1824 — 21.03.1825) — назначен епископом Асторги;
- епископ Fernando Cano Almirante O.F.M. (19.12.1825 — 22.09.1826);
- епископ Bernardo Martínez Carnero (21.05.1827 — 26.01.1833);
- епископ Худас Хосе Ромо-и-Гамбоа (20.01.1834 — 17.12.1847) — назначен архиепископом Севильи;
- епископ Buenaventura Codina Augerolas C.M. (17.12.1847 — 18.11.1857);
- епископ Хоакин Льюк-и-Гарриха O.C.D. (27.09.1858 — 13.03.1868) — назначен епископом Саламанки;
- епископ José Maria de Urquinaona y Vidot (22.06.1868 — 15.07.1878) — назначен епископом Барселоны;
- епископ José Proceso Pozuelo y Herrero (28.02.1879 — 26.06.1890) — назначен епископом Сеговии;
- епископ José Cueto y Díez de la Maza O.P. (1.06.1891 — 17.08.1908);
- епископ Adolfo Pérez y Muñoz (29.04.1909 — 18.07.1913) — назначен епископом Бадахоса;
- епископ Ángel Marquina y Corrales (18.07.1913 — 6.09.1922) — назначен епископом Гуадиса;
- епископ Miguel de los Santos Serra y Sucarrats (14.12.1922 — 16.01.1936) — назначен епископом Сегорбе;
- епископ Antonio Pildáin y Zapiáin (18.05.1936 — 15.12.1966);
- епископ José Antonio Infantes Florido (20.07.1967 — 25.05.1978) — назначен епископом Кордовы;
- епископ Ramón Echarren Istúriz (27.11.1978 — 26.11.2005);
- епископ Francisco Cases Andreu (26.11.2005 — по настоящее время).

## Источник
- Annuario Pontificio, Libreria Editrice Vaticana, Città del Vaticano, 2003, ISBN 88-209-7422-3
- Pius Bonifacius Gams, Series episcoporum Ecclesiae Catholicae, Leipzig 1931, стр. 22-23, 474  (лат.)
- Konrad Eubel, Hierarchia Catholica Medii Aevi, vol. 1 Архивная копия от 9 июля 2019 на Wayback Machine, стр. 285, 426 e 476; vol. 2 Архивная копия от 4 октября 2018 на Wayback Machine, стр. 226; vol. 3 Архивная копия от 21 марта 2019 на Wayback Machine, стр. 149—150; vol. 4 Архивная копия от 4 октября 2018 на Wayback Machine, стр. 132; vol. 5, стр. 140; vol. 6, стр. 144  (лат.)